# Чёрное (озеро, Миорский район)
Чёрное (бел. Чо́рнае) — озеро в Миорском районе Витебской области Белоруссии. Относится к бассейну реки Ельнянка, притока Дисны. Находится на территории крупного верхового болота Ельня. Вместе с озером Ельно, с которым сообщается протокой, входит в состав гидрологического заказника республиканского значения «Ельня».

## Гидрография
Озеро Чёрное расположено в 18 км к юго-востоку от города Миоры. Высота над уровнем моря — примерно 137,9 м. С северо-запада к водоёму примыкает урочище Еленский Остров.
Площадь зеркала составляет 0,7 км², длина — 1,8 км, наибольшая ширина — 0,86 км. Длина береговой линии — 4,9 км. Наибольшая глубина — 3,7 м, средняя — 1,9 м. Объём воды в озере — 1,25 млн м³. Площадь водосбора — 23,5 км².
Озеро Чёрное и сообщающееся с ним более крупное озеро Ельня, расположенное к северу, представляют собой остаток древнего приледникового водоёма, ныне расположенного в центре крупного болота. Котловина вытянутая с юго-запада на северо-восток, с невыраженными склонами и заболоченными берегами. Высокий западный берег сложен торфом, низкий восточный — песчаный.
Дно плоское, вдоль западного берега торфянистое, вдоль восточного — песчано-галечное, в центральной части водоёма — укрытое грубодетритовым сапропелем. Максимальная мощность донных отложений достигает 2 м.
Гидрологический режим водоёма аналогичен озеру Ельно, сообщающемуся с ним посредством широкой протоки. Минерализация воды не превышает 25 мг/л, прозрачность достигает 1 м.
Протока между озёрами Ельно и Чёрное в некоторых источниках упоминается под названием Ништок. По некоторым данным, её глубина может превышать 7 м. Из северо-восточной части озера вытекает река Ельнянка, в южную впадает безымянный ручей.

## Флора и фауна
Зарастание озера незначительно. Вдоль восточного берега встречаются тростник и камыш, под водой — мхи.
Фитопланктон представлен всего 5 видами водорослей, биомасса которых составляет всего 0,8 г/м³. В состав зоопланктона входят 19 видов, образующих биомассу 13,1 г/м³. Биомасса зообентоса — 1,88 г/м².
В отличие от озера Ельно, ихтиофауна Чёрного озера несколько более разнообразна. В водоёме обитают не только щука и окунь, но и лещ, плотва, линь и другие виды рыб.

## Охрана природы
С 1968 года озёра Чёрное и Ельно входят в состав гидрологического заказника республиканского значения «Ельно». На озере запрещены промысловое рыболовство и использование плавсредств с моторами.